# Lai xôma

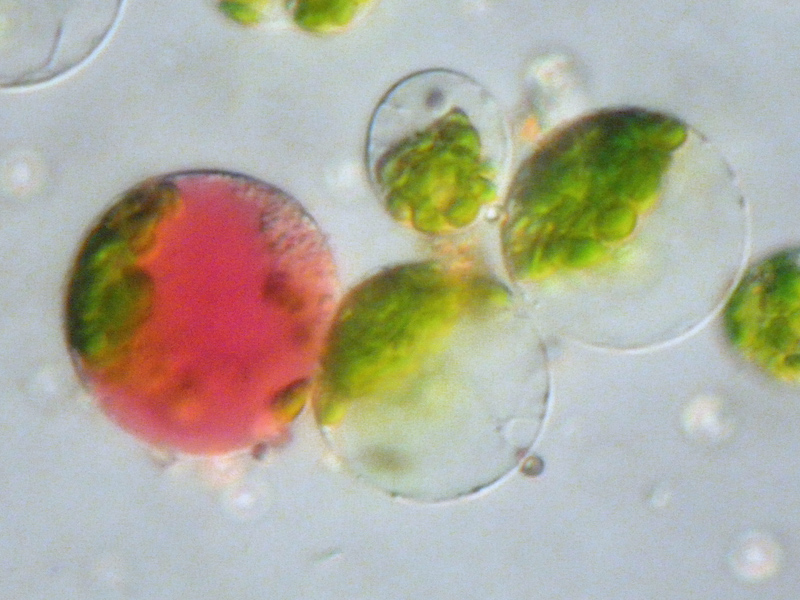
Tế bào lai xôma (trái) là kết quả dung hợp tế bào quang hợp có lục lạp (lấy từ tế bào lá) với tế bào sắc tố (lấy từ cánh hoa).

Lai xôma là một công nghệ biến đổi tính di truyền ở sinh vật bằng cách hợp nhất nhiều loại tế bào xôma có vật chất di truyền khác nhau, để tạo thành mô lai, có thể phát triển thành cơ thể mới mang các đặc tính của các loài ban đầu. Đây là thuật ngữ trong công nghệ di truyền, trong tiếng Anh là somatic fusion (dung hợp xôma) hoặc somatic cell hybridization (lai tế bào xôma), còn được dịch ra tiếng Việt Nam là lai tế bào sinh dưỡng hoặc dung hợp tế bào trần, là một trong nhiều ứng dụng hiện đại của công nghệ tế bào.

## Tổng quan
- Phép lai xôma được giới thiệu lần đầu tiên vào từ năm 1972 bởi Peter S. Carlson và cộng sự tiến hành trên hai loài cây hoang dại cùng chi thuốc lá (Nicotiana).[5]  Trong phương pháp lai xôma mà Carlson và cộng sự đã tiến hành, dòng tế bào của cây Nicotiana glauca (thuốc lá hoang dại) đã "trộn" với dòng tế bào của Nicotiana langsdorffii (cũng là cây hoang dại) sau khi đã bóc vỏ xenlulô của chúng, rồi tạo điều kiện để mỗi tế bào loài này dung hợp với mỗi tế bào loài kia thành một tế bào duy nhất - đó là tế bào xôma lai, trong đó không chỉ tế bào chất mà còn cả hai bộ nhiễm sắc thể đã trộn lẫn với nhau. Cuối cùng, đem các tế bào lai này nuôi cấy trong môi trường thích hợp, để phát triển thành cây trưởng thành.[6]
- Loài N. glauca có 2n = 24, còn loài N. langsdorffii  có 2n = 18, do đó cây lai xôma có 12 cặp G (glauca) + 9 cặp L (langsdorffii) trong mỗi tế bào.[7][8] Điều này không có nghĩa là mỗi tế bào có 12 + 9 = 21 cặp bởi vì các cặp nhiễm sắc thể này là không tương đồng, nên loại tế bào gồm hai bộ lưỡng bội như vậy được gọi là dị tứ bội, cây lai gọi là dạng Heterokaryon (dị lương bội nhân thực).[9]
- Loại dị tứ bội (24G+18L) như trên có tế bào xôma lai có chứa cả hai bộ nhiễm sắc thể lưỡng bội khác nhau của hai tế bào ban đầu (2n1 + 2n2), nên còn gọi là song nhị bội (hoặc song lưỡng bội).[3]

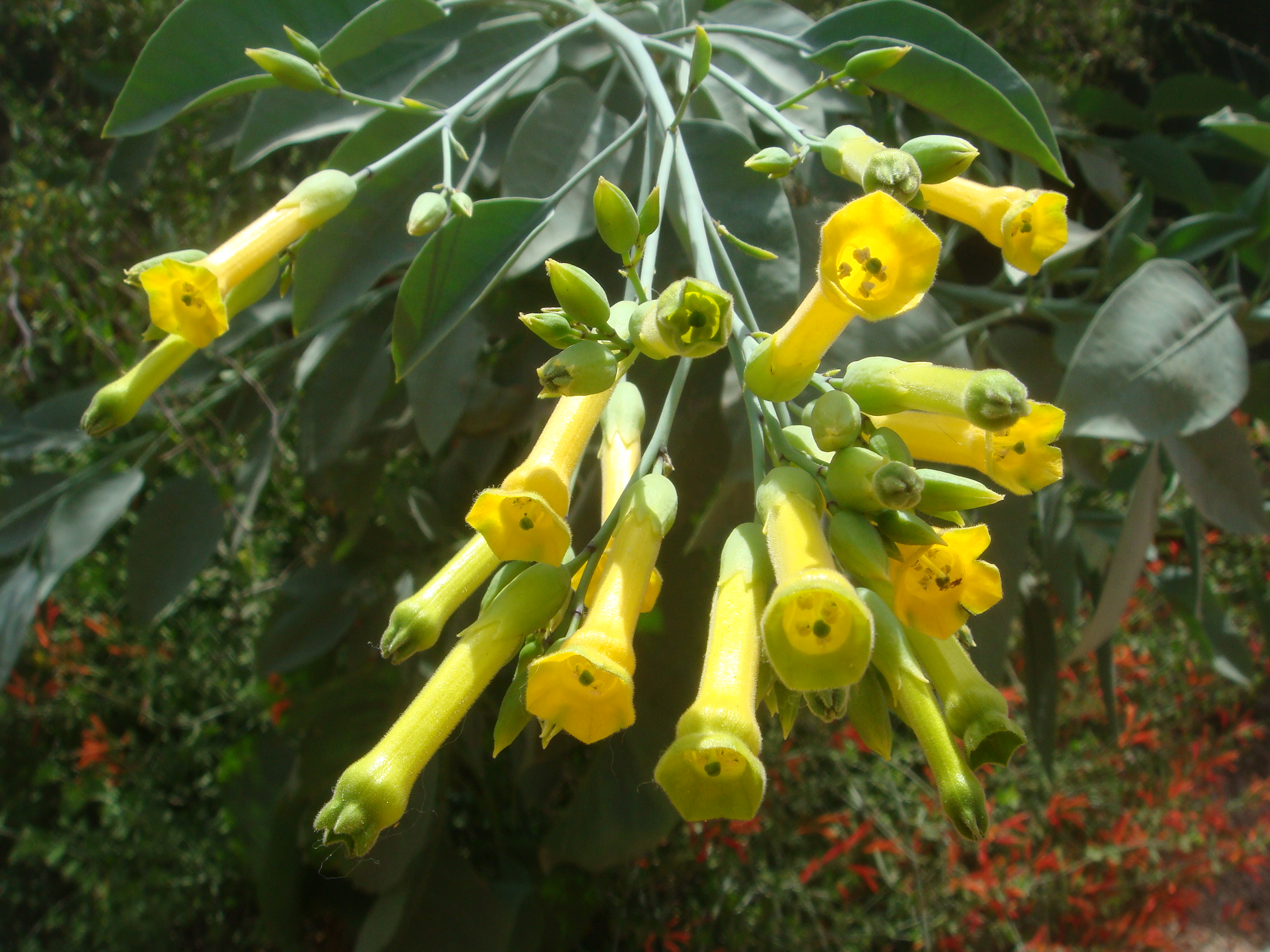
Cây N. glauca
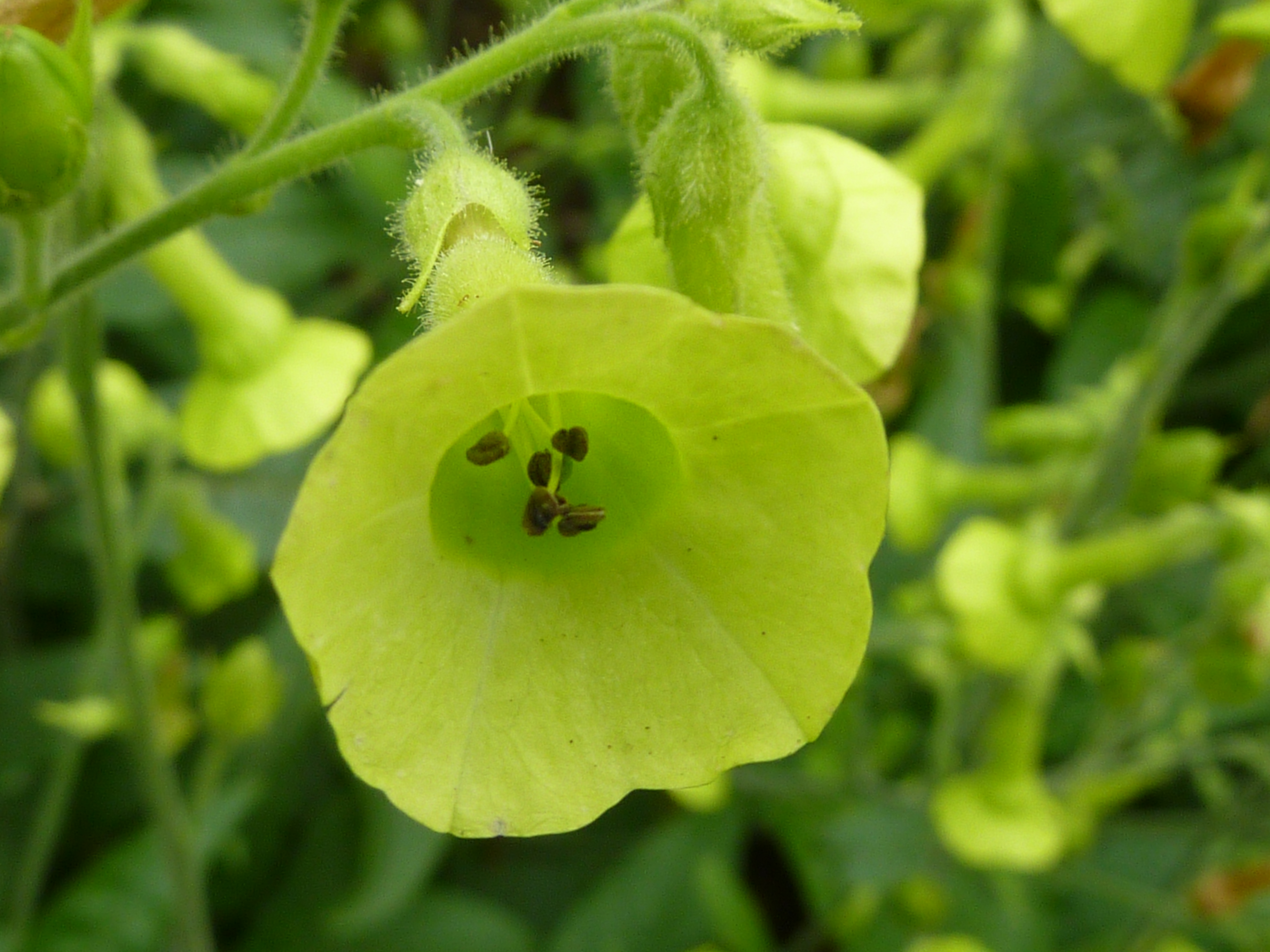
Cây N. langsdorffi
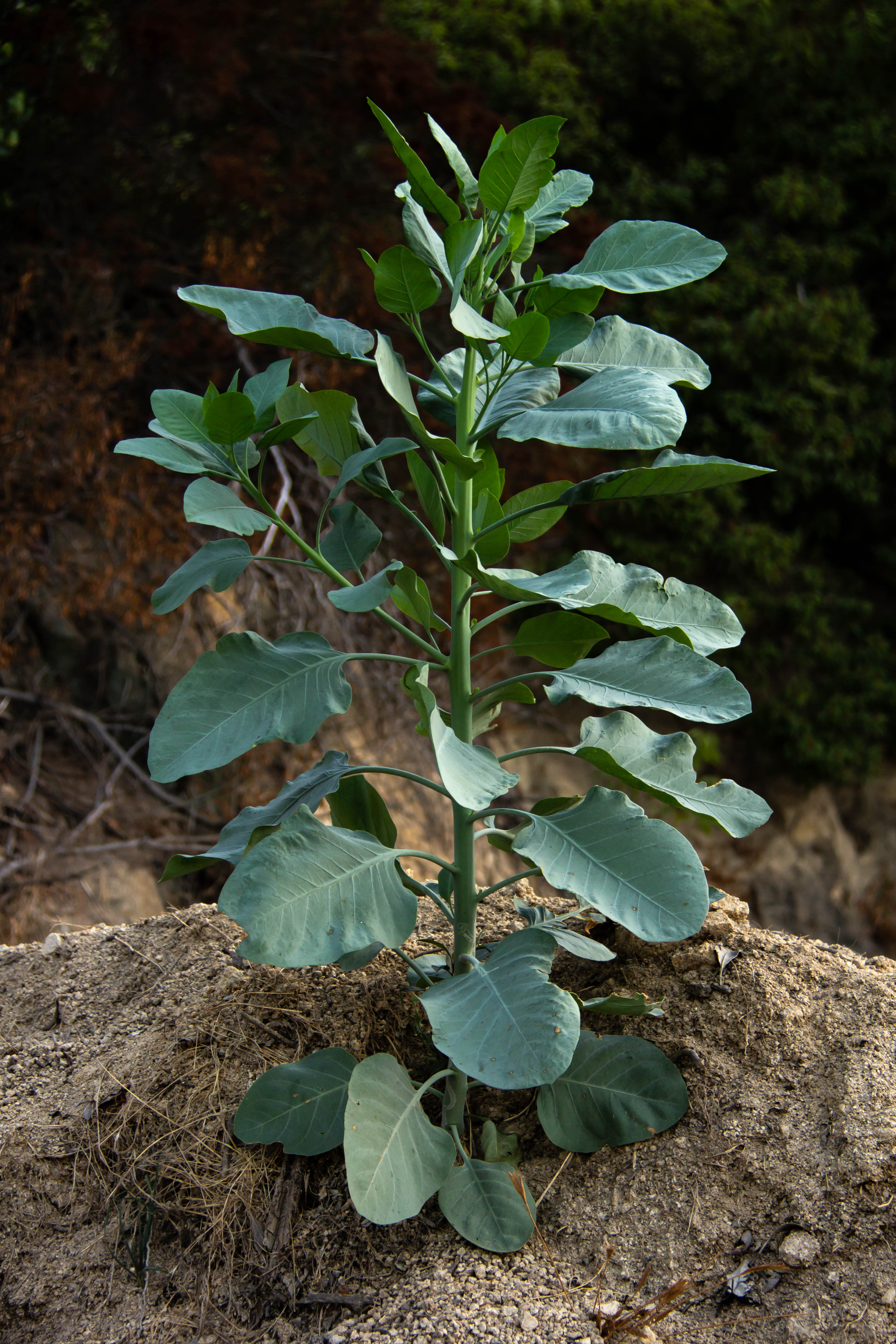
Cây lai glauca - griffith.

## Ý nghĩa

### Tạo giống thực vật
Các sản phẩm lai xôma như vậy đã được tạo ra khá nhiều và có ý nghĩa khoa học cũng như những lợi ích kinh tế nhất định. 
- Lai xôma giữa các giống khác nhau của cùng một loài, như "lai" giữa cây khoai tây không ra hoa và cây khoai tây có hoa.
- Lai xôma khác chi giữa khoai tây và cà chua để tạo ra cà chua lai khoai tây.
- Lai xôma giữa hai loài khác nhau, như "lai" lúa mì Triticum với lúa mạch đen để tạo ra giống × Triticale hiện là cây lương thực khá phổ biến.
- Cây khoai tây thường (Solanum tuberosum) hay bị bệnh xoăn lá do một loại virus truyền qua rệp cây (vectơ), làm năng suất giảm nghiêm trọng. Bằng phép lai xôma với một loài khoai tây hoang dã là Solanum brevidens, nhà khoa học đã tạo ra giống  khoai tây trồng mới có khả năng kháng bệnh xoăn lá, do giống ban đầu đã nhận được gen kháng virut của "người" họ hàng hoang dã.
- Một số thành tựu khác

### Một số thành tựu khác
| Loài A                             | Loài B                    |
| ---------------------------------- | ------------------------- |
| Lúa mạch                           | Ngô                       |
| Cải thìa trồng (Brassica sinensis) | Cải bắp dại (B. oleracea) |
| Torrentia fourneri                 | T. bailloni               |
| Brassica oleracea                  | B. campestris             |
| Datura innoxia                     | Atropa belladonna         |
| Nicotiana tabacum                  | N. glutinosa              |
| Datura innoxia                     | D. candida                |
| Arabidopsis thaliana               | Brassica campestris       |
| Petunia hybrida                    | Vicia faba                |

### Y học
Trong một thí nghiệm, các tế bào xôma của người bệnh mắc hội chứng Hurler đã được trộn với các tế bào xôma của người bệnh mắc hội chứng Hunter. Cả hai hội chứng bệnh này đều thuộc dạng rối loạn chuyển hóa  mucopolysaccharidosis, nhưng theo các phương thức khác nhau. Kết quả là mô lai lại có chuyển hóa mucopolysaccharide bình thường, nghĩa là mô lai không "bị bệnh". Điều này gợi ra khả năng điều trị hai hội chứng này cũng như các bệnh khác tương tự, mà không cần phải sử dụng liệu pháp gen.